# MDR Awards
 (juin 2008).
Si vous disposez d'ouvrages ou d'articles de référence ou si vous connaissez des sites web de qualité traitant du thème abordé ici, merci de compléter l'article en donnant les références utiles à sa vérifiabilité et en les liant à la section « Notes et références ».
Pour les articles homonymes, voir MDR.
Les MDR Awards (MDR pour mort de rire) est une récompense artistique présentée par NRJ 12 et sponsorisé par MSN. Ils ont eu lieu le 19 juin 2008. Le but est de récompenser dans chaque catégorie le plus drôle et le plus méritant acteur, humoriste ou spectacle.

## Les catégories

### Homme le plus drôle de France
- Sont nommés : Jamel Debbouze, Gad Elmaleh, Dany Boon, Franck Dubosc et Nicolas Canteloup.
- Vainqueur : Gad Elmaleh avec environ 39 % des votes

### Femme la plus drôle de France
- Sont nommées : Muriel Robin, Florence Foresti, Anne Roumanoff, Valérie Lemercier et Michèle Laroque.
- Vainqueur : Florence Foresti avec environ 63 % des votes

### Duo ou troupe le plus drôle
- Son nommés : Omar et Fred, Éric et Ramzy, Shirley et Dino, Chevalier et Laspalès et Jamel Comedy Club.
- Vainqueur : Omar et Fred avec environ 41 % des votes

### Meilleur imitateur
- Sont nommés : Nicolas Canteloup, Laurent Gerra, Yves Lecoq, Gérald Dahan et Didier Gustin.
- Vainqueur : Nicolas Canteloup avec environ 45 % des votes

### Spectacle le plus drôle
- Sont nommés : Jamel Comedy Club, L'autre c'est moi, Le Dîner de cons, Florence Foresti à la Cigale et Arrête de pleurer Pénélope 2.
- Vainqueur : L'autre c'est moi avec environ 44 % des votes

### Humoriste le plus piquant
- Sont nommés : Jamel Debbouze, Jean-Marie Bigard, Laurent Gerra, Michaël Youn et Stéphane Guillon.
- Vainqueur : Jamel Debbouze avec environ 34 % des votes

### Personnalité la plus drôle malgré elle
- Sont nommés : Ève Angeli, Jean-Claude Van Damme, Steevy Boulay, Francis Lalanne et Philippe Candeloro.
- Vainqueur : Ève Angeli

### Humoriste qui monte, le plus drôle
- Sont nommés : Manu Payet, François-Xavier Demaison, Julie Ferrier, Max Boublil et Jérôme Commandeur.
- Vainqueur : Manu Payet

### Star internationale la plus drôle
- Sont nommés : Ben Stiller, Chris Tucker, Sacha Cohen, Cameron Diaz et Owen Wilson.
- Vainqueur : Ben Stiller

### Prix spécial jeunes espoirs
- Sont nommés : Ahou Martin, Katia Doris, Farid Amziane, Benjy Dotti et Jarry.
- Vainqueur : Katia Doris

## Résultats détaillés
Il y a eu plus de 6 500 000 votes (6 543 850). Votes clos les 28 mai 2008. Ces votes sont répartis ainsi :
Pour la catégorie de l'Homme le plus drôle de France :
- 1er : Gad Elmaleh (253 930), 38,80 %
- 2e : Dany Boon (185 072), 28,28 %
- 3e : Franck Dubosc (89 198), 13,63 %
- 4e : Jamel Debbouze (88 465), 13,52 %
- 5e : Nicolas Canteloup (37 720), 05,76 %

Pour la catégorie de la Femme le plus drôle de France :
- 1er : Florence Foresti (413 448), 63,18 %
- 2e : Anne Roumanoff (84 596), 12,93 %
- 3e : Michèle Laroque (55 676), 08,51 %
- 4e : Valérie Lemercier (51 695), 07,90 %
- 5e : Muriel Robin (48 970), 07,48 %

Pour la catégorie du Duo ou troupe le plus drôle :
- 1er : Omar et Fred (268 507), 41,03 %
- 2e : Éric et Ramzy (154 115), 23,55 %
- 3e : Jamel Comedy Club (97 221), 14,86 %
- 4e : Shirley et Dino (72 950), 11,15 %
- 5e : Chevalier et Laspalès (61 592), 09,41 %

Pour la catégorie du Meilleur imitateur :
- 1er : Nicolas Canteloup (295 188), 45,11 %
- 2e : Laurent Gerra (130 541), 19,95 %
- 3e : Gérald Dahan (104 697), 16,00 %
- 4e : Yves Lecoq (91 580), 14,00 %
- 5e : Didier Gustin (32 379), 04,95 %

Pour la catégorie du Spectacle le plus drôle :
- 1er : L'autre c'est moi (285 336), 43,60 %
- 2e : Florence Foresti à la Cigale (157 758), 24,11 %
- 3e : Jamel Comedy Club (93 770), 14,33 %
- 4e : Le Dîner de cons (82 988), 12,68 %
- 5e : Arrête de pleurer Pénélope 2 (34 533), 05,28 %

Pour la catégorie de l'Humoriste le plus piquant :
- 1er : Jamel Debbouze (223 379), 34,14 %
- 2e : Michaël Youn (167 019), 25,52 %
- 3e : Stéphane Guillon (104 080), 15,90 %
- 4e : Jean-Marie Bigard (96 700), 14,78 %
- 5e : Laurent Gerra (63 207), 09,66 %

EN TRAVAUX, MANQUE DE RÉSULTATS, MERCI DE VOTRE AIDE